# 平和台自動車学院
平和台自動車学院（へいわだいじどうしゃがくいん）は兵庫県神戸市長田区にある兵庫県公安委員会指定の平和グループの教習所。
グループ校には伊川谷自動車学院（旧・東洋自動車学校）、六甲アイランドカースクール、リックスプロカースクールがある。

## 所在地
〒653-0856 兵庫県神戸市長田区高取山2丁目23-1

## 取扱免許（教習コース）

### 普通免許取得コース
- 普通車MT
- 普通車AT

### 普通二輪免許取得
- 普通二輪車MT
- 普通二輪車AT

### 大型二輪免許取得
- 大型二輪車MT

### 小型二輪車
- 小型二輪車AT

## その他教習
- ペーパードライバー教習
- 普通自動車AT限定解除
- 小型二輪車限定解除
- 無料体験コース（普通自動車科）
- ハーレーダビッドソン試乗会